# Macromidia asahinai
Macromidia asahinai – gatunek ważki z rodziny Synthemistidae. Stwierdzony jedynie na wyspie Palawan (południowo-zachodnie Filipiny).